# Bishopbriggs
Bishopbriggs est une ville dans l’East Dunbartonshire en banlieue de Glasgow, en Écosse.